# Conférences du Casino

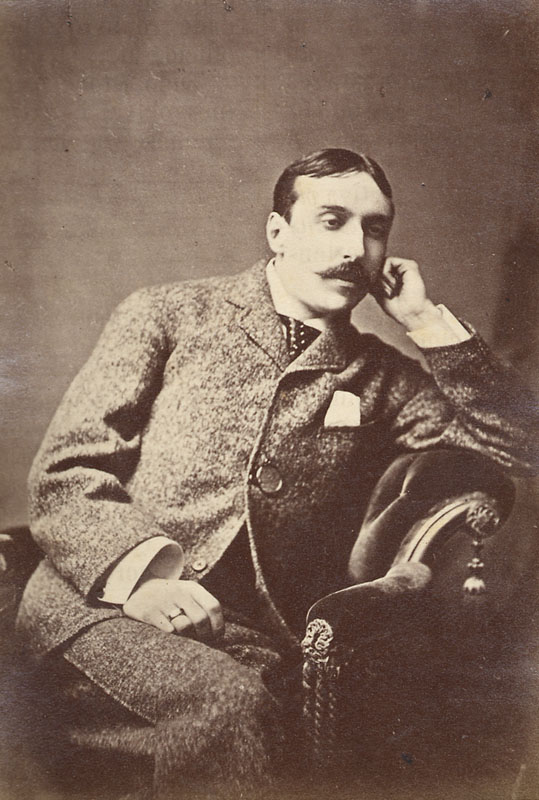
Eça de Queirós

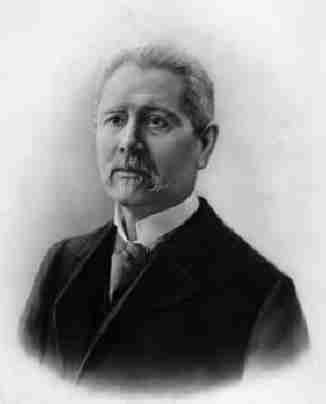
Teofilo Braga

Les conférences du Casino désignent une série de conférences réalisées lors du printemps 1871 dans le Casino de Lisbonne (Portugal). Elles sont organisées à l'initiative du poète Antero de Quental, qui insuffle au sein de ce qu'on nomme le Groupe du Cénacle, un enthousiasme révolutionnaire largement influencé par les idées de Proudhon.
Ce groupe restera connu sous la désignation de Génération de 70 : il regroupait de jeunes écrivains et intellectuels avant-gardistes.
Les Conférences du Casino ou Conférences Démocratiques du Casino étaient aussi une suite à la polémique provoquée par la Question Coimbrã.

## Manifeste
Le 18 mai, un manifeste est publié dans le journal A Revolução de Setembro (La Révolution de Septembre), signé par Adolfo Coelho, Antero de Quental, Augusto Soromenho, Augusto Fuschini, Eça de Queirós, Germano Vieira Meireles, Guilherme de Azevedo, Jaime Batalha Reis, Oliveira Martins, Manuel Arriaga, Salomão Saragga et Teófilo Braga.
Ces personnalités y expriment leur intention de réfléchir sur les changements politiques et sociaux que connaît la société, de chercher à savoir ce qu'elle est et ce qu'elle devrait être, d'étudier tous les courants de pensées et les idées nouvelles du siècle.
Ils ont à l'esprit une vision internationaliste et de participation à la Polis. Ils refusent que le Portugal reste sourd aux idées nouvelles qui circulent en Europe. Ils cherchent à Ouvrir une tribune pour donner la parole aux idées et aux travaux qui caractérisent cette fin de siècle, en se concentrant surtout sur la transformation sociale, morale et politique des peuples; lier le Portugal au mouvement moderne, lui permettant de se nourrir des éléments vitaux dont le monde civilisé a besoin, cherchant à acquérir la conscience des faits qui nous entourent en Europe ; agiter l'opinion publique avec les grandes questions philosophiques et scientifiques modernes ; étudier les conditions d'une transformation politique, économique et religieuse de la société portugaise.

## Les Conférences
- 1. « L'esprit des Conférences », 22 mai, par Antero de Quental ;
- 2. « Les Causes de la Décadence des Peuples Péninsulaires », 24 mai, par Antero de Quental ;
- 3. « Littérature Portugaise », par Augusto Soromenho ;
- 4. « La nouvelle Littérature » ou « Le Réalisme comme nouvelle expression artistique », par Eça de Queiroz ;
- 5. « La question de l'Enseignement », par Adolfo Coelho, le 19 juin.

## Intervention des Autorités et Polémiques
Alors qu'ils préparaient la sixième conférence, les participants furent interdits par un avis des autorités rendant illégale la tenue de ces conférences. Les autorités alléguaient que les discours exposaient et défendaient des doctrines et des propositions qui s'en prennent à la religion et aux institutions de l'État. Tout cela n'était pas sans fondement : la Monarchie, bien que libérale, et le Catholicisme étaient fortement implantés au Portugal et les conférences diffusaient des idées considérées comme dangereuses : la République, la Démocratie et le Socialisme.
Cette interdiction, considérée comme un acte de censure soulève l'indignation, un nombreux courrier est adressé aux journaux, des opuscules polémiques sont diffusés parmi lesquels une attaque fameuse d'Antero contre le Marquis d'Ávila e Bolama, à l'origine de cette interdiction.

## Conferences jamais réalisées
- 6. Les Historiens critiques de Jésus, par Salomão Sáraga
- 7. Le Socialisme, par Jaime Batalha Reis
- 8. La République, par Antero de Quental
- 9. L'instruction primaire, par Adolfo Coelho
- 10. La déduction positive de l'idée démocratique, par Augusto Fuschini

## Bilan
Au terme de cet épisode fondamental de la vie culturelle portugaise, on peut affirmer que les Conférences du Casino, ont représenté pour le pays une affirmation d'un courant d'idées qui traversaient l'Europe : l'Historicisme, l'intérêt pour les sciences sociales et politiques, la critique positiviste à la manière de Taine, l'évolutionnisme de Darwin, un timide intérêt pour les idées de Karl Marx, et surtout de Proudhon, le réalisme dans l'art comme expression d'un nouvel idéal de vie, la croyance dans le progrès des sociétés grâce à la science.
Quelques années après, Eça de Queiroz, à propos de ces Conférences, écrira dans la revue Farpas: « C'était la première fois que la Révolution sous sa forme scientifique avait une tribune au Portugal ». Certains des intervenants de ces conférences, deux décennies plus tard, se joindront au groupe auto-désigné comme les Vaincus de la Vie (Vencidos da Vida).

## Référence de traduction
- (pt) Cet article est partiellement ou en totalité issu de l’article de Wikipédia en portugais intitulé « Conferências do Casino » (voir la liste des auteurs).